# Kościół św. Małgorzaty w Moskorzewie
Kościół świętej Małgorzaty – rzymskokatolicki kościół parafialny należący do dekanatu szczekocińskiego diecezji kieleckiej.

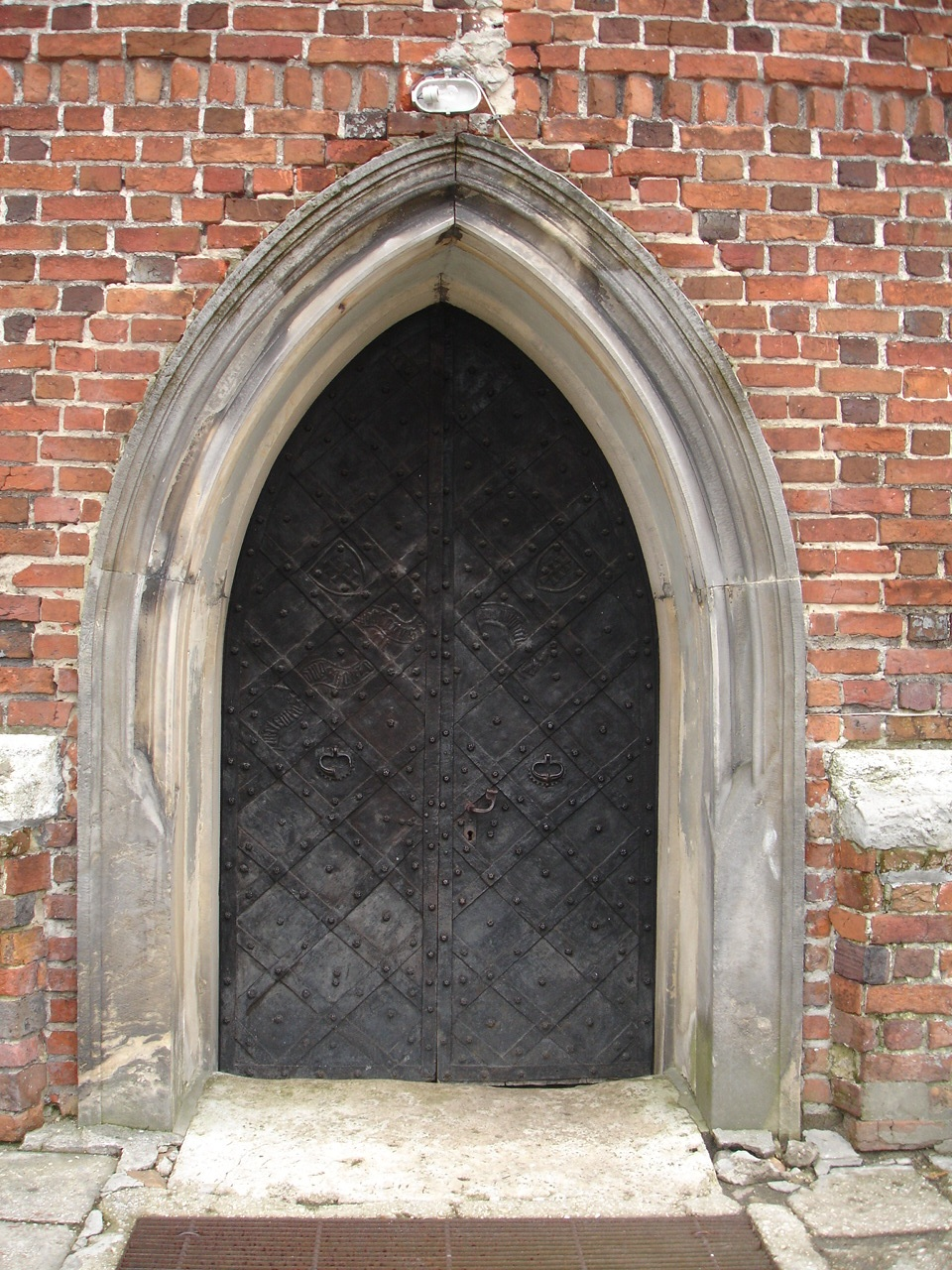
Portal

Jest to budowla gotycka z górującą wieżą. Świątynia dedykowana Św. Małgorzacie została ufundowana około 1380 roku przez Klemensa z Moskorzewa herbu Pilawa, podkanclerzego koronnego i kasztelana wiślickiego. W 2. połowie XVI wieku kościół należał do kalwinów, a następnie arian. Po powrocie świątyni do rąk katolików miejscowi właściciele Potoccy w latach 1882-1906 gruntownie ją odrestaurowali. W latach 1926–1988, a także w ostatnim dziesięcioleciu kościół był kilkakrotnie remontowany. Budowla jest murowana, wzniesiona z cegły, nawa posiada trzy przęsła, prezbiterium posiada dwa przęsła, jest węższe i nieco niższe. Od strony południowej znajduje się dobudowana około 1900 roku kaplica. Ołtarz główny powstał w 1. połowie XVIII wieku. Boczne ołtarze powstały około 1637 roku i w 1700 roku. Świątynia posiada kamienne epitafia z XVI i XVII wieku. Do dziś można zobaczyć oryginalne gotyckie drzwi żelazne z napisem informującym o ufundowaniu budowli oraz datą 1380 rok i herbem Pilawa.